# محمد حموت
محمد حموت (مواليد 11 ديسمبر 1993) هو ملاكم مغربي، شارك ضمن منافسات الملاكمة في دورة الألعاب الأولمبية الصيفية 2016.

## روابط خارجية
- محمد حموت على موقع بوكس ريك (الإنجليزية) (registration required)
- محمد حموت على موقع اللجنة الأولمبية الدولية (الإنجليزية)
- محمد حموت على موقع أوليمبيديا (الإنجليزية)
- محمد حموت على موقع اللجنة الأولمبية المغربية (الفرنسية)